# Václav Samek
Václav Samek (Praga, 30 giugno 1947) è un ex calciatore cecoslovacco.

## Carriera
Detiene il record di presenze, 355, con la maglia del Dukla Praga.